# منیره‌خانم

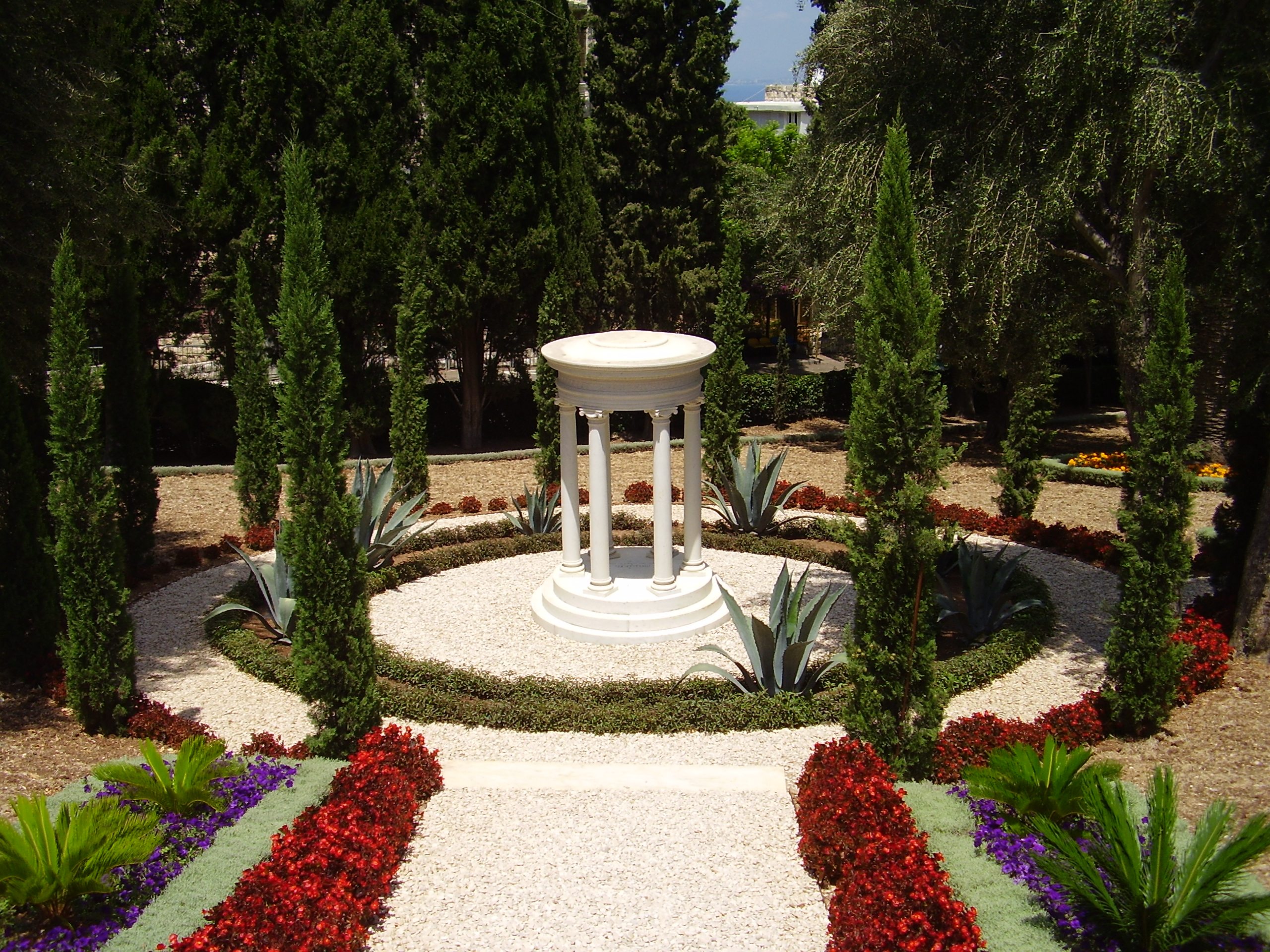
آرامگاه منیره‌خانم در باغ یادبود در مرکز جهانی بهائی

منیره‌خانم (۱۲۲۶–۸ اردیبهشت ۱۳۱۷ خورشیدی) همسر عبدالبهاء، از چهره‌های برجستهٔ جریان بهاییت  می‌باشد. خاطرات او نخستین بار در سال ۱۹۲۴ چاپ شده‌است. وی در این خاطرات دربارهٔ پدر و اجداد پدر مُفصّل می‌نویسد، اما به رسم آن زمان از مادر، بی‌نام، مختصری یاد می‌کند.

## دوران کودکی و سال‌های اولیه
منیره‌خانم، با نام اصلی فاطمه نهری، فرزند ارشد محمدعلی نهری و همسرش زهرا بود که در اصفهان به دنیا آمد. خاندان نهری خانواده‌ای سرشناس در این شهر بودند، و خانوادهٔ او از نخستین گروندگان به آیین بابی در اصفهان بودند که بعدها از بهائیان برجستهٔ ایران شدند. این خانواده همچنین با اعیان و روحانیون عالی‌رتبهٔ شهر، ارتباط زیادی داشت. دایی‌اش در چهارده‌سالگی به سبب مذهبش در ایران کشته شد. منیره در سال ۱۲۲۶ خورشیدی به دنیا آمد، زمانی که والدین او تصور می‌کردند که هرگز صاحب فرزند نخواهند شد.

### آموزش و پرورش
پدر منیره خانم یکی از اولین بابی‌های شهر محل تولدش بود. منیره به عنوان یک بابی مؤمن و بعداً بهائی تحت مراقبت والدینش پرورش یافت. اگرچه مرسوم نبود که حتی اشراف دختران خود را آموزش خط و خواندن دهند، اما پدر منیره، محمد علی نهری، دخترش را به تحصیل علم و دانش خواندن و نوشتن رهنمود شد. او نویسنده و شاعر خوبی شد. منیره خانم به فارسی مادری خود و همچنین عربی و ترکی مسلط بود. و در ادبیات فارسی، به درک آثار مولانا و نظامی که در نوشته‌های بعدی خود به آنها اشاره می‌کند، تسلط کامل داشت. او شعرهای زیبای بسیاری در دوران ازدواج و همچنین سال‌های بعد زندگانیش سرود. پدرش اندکی پس از تولد یازده سالگی او در گذشت، و پرورش او به سرپرستی خانواده‌های بزرگ مادری و پدری اش واگذار شد.

## ازدواج
در سال ۱۸۷۱ برابر با ۱۲۵۰ خورشیدی، بهاءالله و آسیه‌خانم از وی خواستگاری کردند تا به همسری عبدالبهاء درآید. بدین سان او سفری به عکا، اسرائیل کرد. خواهر عبدالبهاء، بهیه خانم، می‌گوید که والدینش منیره را پسندیده بودند، زیرا او «بسیار زیبا و دوست‌داشتنی و از هر نظر یک زوجه مناسب» بود. والدین عبدالبهاء باور داشتند که زمان ازدواج او فرا رسیده‌است، و با وجود این‌که چندین زن جوان را به عنوان عروس احتمالی در نظر گرفته بودند، عبدالبهاء توضیح داد که نمی‌خواهد با آن‌ها ازدواج کند. سفر منیره‌خانم با خروج از اصفهان به همراهی برادر کوچک‌ترش آغاز شد. در راه این سفر منیره به زیارت خانهٔ باب رفت و با خدیجه بگم همسر باب دیدار کرد. خدیجه داستان‌های زیادی دربارهٔ زندگی باب برای منیره نقل کرد. او با اعضای خانوادهٔ باب نیز آشنا شد و دریافت که بیشتر آن‌ها نسبت به دین باب خشمگین یا بی‌تفاوت بودند. به‌طور کلی سفر به شیراز برای منیرهٔ جوان بسیار لذت‌بخش بود.
منیره در اواسط سال ۱۸۷۲م (۱۲۵۱خ) به عکا وارد شد و تا زمان نامزدی در خانهٔ میرزا موسی، برادر تنی بهاءالله، اقامت کرد. به گفتهٔ منیره، او در دیدار با عبدالبهاء جوان فوراً دلبستهٔ او شد. عبدالبهاء تمایل چندانی به ازدواج نشان نمی‌داد تا این‌که در همان سال با منیره‌خانم ۲۴ ساله ملاقات کرد. پس از پنج ماه نامزدی، این دو در ۸ مارس ۱۸۷۳م (۱۷ اسفند ۱۲۵۱خ) در خانهٔ عبود ازدواج کردند. منیره‌خانم بیست و پنج ساله بود و عبدالبهاء بیست و هشت سال داشت. بهاءالله فاطمه را منیره، به معنی «نورانی شده»، نام گذاری کرد.
تولد ۹ فرزند ثمرهٔ این ازدواج بود. حسین افندی (درگذشتهٔ ۱۳۰۵/۱۸۸۷خ، پنج ساله)، مهدی (درگذشته در سن دو و نیم سالگی)، طوبی (درگذشت در عکا)، فؤادیه (درگذشته در کودکی). و روح‌انگیز (درگذشته در ۱۸۹۳/ ۱۲۷۱خ)، او نوهٔ مورد علاقهٔ بهاءالله بود) منیره خانم بعداً به تلخی چنین تأمل کرد: «پنج نفر از فرزندانم در آب و هوای مسموم عکا درگذشتند». چهار فرزند تا بزرگسالی زنده ماندند که همگی دختر بودند. ضیاییه خانم (مادر شوقی افندی) (درگذشتهٔ ۱۹۵۱/ ۱۳۲۹ خ) طوبی خانم (۱۸۸۰–۱۹۵۹م یعنی ۱۲۵۸- ۱۳۳۷خ ) روحی خانم، و منوره‌خانم (د. 1971 برابر ۱۳۴۸خ). منیره‌خانم از نظر عاطفی به فرزندانش بسیار وابسته، و نسبت به همسرش بسیار فداکار بود.

### فرزندان و نوادگان
مُسّن‌ترین دختر منیره خانم، ضیائیه بود که در سال ۱۸۹۵م (۱۲۷۳خ) با میرزا هادی شیرازی (۱۸۶۴–۱۹۵۵ برابر با ۱۲۴۲- ۱۳۳۳خ) ازدواج کرد. فرزندانشان شوقی افندی، روح‌انگیز، مهرانگیز، حسین، و ریاض با نام خانوادگی «ربانی» بودند. از ازدواج دختر دوم، طوبا خانم، با میرزا محسن افنان (۱۸۶۳–۱۹۲۷ برابر با ۱۲۴۱-۱۳۴۹خ) روحی (۱۸۹۹–۱۹۷۱ برابر با ۱۲۷۷-۱۳۴۹خ) ثریا، سهیل و فؤاد (متوفی ۱۹۴۳ برابر ۱۳۲۱خ) با نام خانوادگی «افنان» شناخته شدند. سومین دختر منیره خانم، روحا با میرزا جلال، پسر میرزا محمد اصفهانی ملقب به ملک الشهدا ازدواج کرد که فرزندانشان مریم، منیب، زهرا، و حسن نام خانوادگی «شهید» را برای خود برگزیدند. منوّر، دختر چهارم، با میرزا احمد، پسر عبدالرحیم یزدی ازدواج کرد که بدون فرزند بودند. در دهه‌های ۱۹۳۰ و ۱۹۴۰ (۱۳۰۸ و ۱۳۱۸خ)، یک سلسله ازدواج هائی بین نوادگان منیره خانم و پسران سید علی افنان و فروغیه، که از مخالفان عبدالبهاء و حامی محمدعلی بودند واقع شد که در نتیجه شوقی افندی را بر آن داشت تا در دهه ۱۹۴۰(۱۳۱۸خ) و اوایل ۱۹۵۰ (۱۳۲۸خ) به اجبار همهٔ آن‌ها را از گروه ناقضین (عهدشکنان) عهد و میثاق بهاءالله اعلام کند.

## زندگی در قلعهٔ عکّا
در زمان حیات بهاءالله، در دهه ۱۸۷۰ (۱۲۴۸خ)، منیره خانم و عبدالبهاء به عنوان زندانی سیاسی در بیت عبود در شهر زندان عکا زندگی می‌کردند. اگر چه منیره خانم در واقع زندانی دولت عثمانی نبود اما در اثر ازدواجش با عبدالبهاء، که حدود نیم قرن دوام آورد، امنیت او در خطر بود. منیره خانم با آسیه خانم، مادر عبدالبهاء، و بهیه خانم، خواهر عبدالبهاء پیوند نزدیکی بست و بهیه خانم صمیمی‌ترین دوست او شد. این چهار نفر با فرزندانشان همه با هم در بیت عبود زندگی می‌کردند. دوران حبس برای منیره خانم دوران سختی بود. او شاهد دسیسه‌های دشمنان همسرش، و مرگ پنج فرزندش بود. از دست دادن فرزند شیرین و عزیزش، حسین افندی، اندوه طاقت فرسائی در او ایجاد کرد. برای تسلی خاطرش، بهاءالله چند دعا برایش نوشت تا در هنگام غم و اندوه بخواند. درگذشت حسین در زمان محنت باری رخ داد. سال قبل آسیه خانم ملقب به نواب بر اثر زمین‌خوردن درگذشت، و در سال ۱۸۸۸(۱۲۶۶خ) میرزا موسی، برادر وفادار بهاءالله رخت از این عالم بست. با درگذشت بهاءالله در سال ۱۸۹۲(۱۲۷۰خ) و اعلان وصیت او مبنی بر انتصاب عبدالبهاء به جانشینی خود، همهٔ برادران ناتنی عبدالبهاء علیه وی و منیره خانم برخاستند، و برای عبدالبهاء و خانواده اش سختی‌های زیادی ایجاد کردند.

### پس از درگذشت بهاءالله
بهاءالله در وصیت نامه خود به نام «کتاب عهد» پسر ارشدش، عبدالبهاء، را به عنوان جانشین خود و رئیس دیانت بهائی و مبین آثار خویش معرفی کرد. با این حال، میرزا محمدعلی، برادر ناتنی عبدالبهاء از اختیاراتی که به عبدالبهاء داده شده بود حمایت نکرد. و برای رد کردن عبدالبهاء به‌طور محرمانه مکاتبه با بهائیان ایران و مقامات عثمانی آغاز کرد. متون این نامه‌ها، ظاهراً، بیان می‌کرد که عبدالبهاء مدعی مقام پیامبری شده‌است، و با مقامات خارجی برای سرنگونی امپراتوری عثمانی توطئه می‌کند. در نتیجه تمام اعضای خانوادهٔ عبدالبهاء از جمله منیره خانم در خطر بودند. در سفر کوتاهی که عبدالبهاء به طبریه رفته بود و خانواده اش در عکا ماندند، منیره به خاطر جدائی از او عزادار شد. و از جهتی هم، محدودیت‌های اعمال شده بر زنان مشقت بیشتری برایش به همراه داشت. عبدالبهاء در نامه ای به این مضمون او را دلداری داد: «ای وَرَقهٔ غمگین، محزون مباش و غم مخور. مبادا زمزمه‌های مردم سبب اندوه تو شود و از برخی حوادث غمگین شوی. هدف این حرف‌ها و شایعات من هستم… آن‌ها از شما به عنوان قربانی استفاده می‌کنند. من هدف هستم نه شما.» در غیبت عبدالبهاء محدودیت‌ها به اوج خود رسید که اعضای خانواده قادر به انجام امور روزانه در خارج از خانه نبودند. به یک مرد نیاز بود که به آن امور بپردازد. یکی از اعضای خانواده افنان (منتسبین سید باب) که مورد احترام عمیق بهاءالله بود برای همسری با دختر بزرگ منیره خانم، ضیائیه، پیشنهاد شد. به این ترتیب ضیائیه خانم و هادی شیرازی افنان در سال ۱۸۹۵م (۱۲۷۳خ) ازدواج کردند. این زوج جوان والدین شوقی افندی بودند. منیره خانم به شدت به حمایت خواهر شوهرش، بهیه خانم، متکی بود و این دو با یکدیگر دوستی عمیقی داشتند و هردو در مواقع سختی به پشتیبانی از عبدالبهاء در کنار او ایستادند.

### زمان آرامش
برای منیره خانم و خانواده روزهای خوش هم وجود داشت. تولد اولین نوهٔ مورد علاقهٔ او، شوقی افندی در سال ۱۸۹۷، باعث سرور و راحتی خانواده شد. در اواخر سال ۱۸۹۸ اولین گروه زائرهای غربی برای دیدار عبدالبهاء به عکا وارد شدند. منیره خانم نیز با آن‌ها آشنا شد و بیشتر اوقات خود را با خانم‌های زائر می‌گذراند. ورود این مهمانان بعد از سال‌های سخت گذشته، برای اعضای خانواده شادی آفرین بود. سال‌های آینده سیل زائران را از شرق و غرب به همراه داشت. منیره خانم و بهیه خانم میزبان آن‌ها بودند.

### دوران پریشانی
با شروع جنگ جهانی اول، منیره خانم و خانواده ارتباطشان تقریباً با جامعهٔ بهائی در سراسر جهان قطع شد. روزگار سختی‌ها در پیش بود. به ویژه وقتی جمال پاشا تبدیل به یکی از دشمنان عبدالبهاء شد و وعده داد که او را در کوه کرمل به صلیب بکشد. دشمنان عبدالبهاء با جمال پاشا متحد شده بودند تا به حیات عبدالبهاء پایان دهند. منیره خانم و بقیهٔ اعضای خانواده اش از آینده شومی که در کمینشان بود آگاه بودند. خبر آمد که سلطان عبدالحمید عثمانی در نظر دارد عبدالبهاء را به بیابان‌های شمال آفریقا تبعید کند تا در آن دیار به هلاکت برسد. منیره خانم از این خبر، از لحاظ روحی و احساسی، چنان مضطرب شد که عبدالبهاء او را برای استراحت به خارج از عکا فرستاد. اما این تهدیدها به نحوی در سرنوشت جنگ در صحنهٔ فلسطین اثر گذار بود. با شکست جمال پاشا تهدیدها پایان یافت و عبدالبهاء و خانواده اش در امان ماندند.

## زندگی بعد از عبدالبهاء
عبدالبهاء در سال ۱۹۲۱ به‌طور غیرمنتظره درگذشت. منیره خانم با از دست دادن او، پس از نزدیک به پنجاه سال زندگی مشترک، عمیقاً دل شکسته و پریشان شد. او غم و اندوه خود را در چندین نامه و شعر ابراز می‌دارد. در یک نامه به مناسبت سالگرد وفات عبدالبهاء می‌نویسد: «اگر بخواهم این سال سپری شدهٔ تلخ را به‌طور کامل توصیف کنم، هفتاد دسته کاغذ و دریاهای خون لازم دارم.» منیره خانم با بهیه خانم و بقیه عزاداران مانند لیدی بلومفیلد که عواقب درگذشت عبدالبهاء را در کتاب معروف خود «بزرگراه برگزیده» ثبت کرده‌است. منیره خانم پس از درگذشت عبدالبهاء، از شوقی افندی، رهبر منصوب عبدالبهاء قاطعانه حمایت کرد. او در نامه ای به تاریخ دسامبر ۱۹۲۴ به نوه اش، شوقی افندی، را «گوهر پاک» و محبوب خود خطاب می‌کند، و از او می‌خواهد برایش دعا کند تا با آرامش، و در نهایت «انقطاع و صداقت مطلق» از این عالم درگذرد. منیره خانم یک حامی پرشور در تأمین بودجهٔ آموزش برای دختران بود. لیدی بلومفیلد، او را به عنوان «زنی با عظمت، با شکوه و در عین حال ساده، و با وقار ذاتی و با شخصیتی توانمند توصیف کرده‌است. منیره خانم با صرف انرژی فراوان برای بهبود وضع زنان تلاش می‌کرد تا مدارسی برای دختران باز کند. او بهائیان ایران را تشویق می‌نمود تا زنان را در فعالیت‌های بهائی شرکت دهند. او در نامه ای راهنمائی هائی به این مضمون نوشت: «بنابراین آموزش دختران از اهمیت بالائی برخوردار است و به عنوان یک قانون واجب تلقی می‌شود. از این رو دوستان حضرت رحمان (آقایان) و کنیزان محبوب پروردگار (خانم‌ها) در همه شهرها و کشورها باید برای اجرای این دستور سنگین و مهم اقدام و تلاش کنند.» درگذشت محرم و نزدیکترین دوست او، بهیه خانم، در سال ۱۹۳۲ ضربهٔ دیگری بود که باعث حزن و اندوه، و انزوای او شد. منیره خانم در توصیف اندوه خود در شعری می‌نویسد: «دیگر نمی‌توانم تحمل کنم. صبر من به پایان رسیده‌است. احساسات و توانائی‌هایم کلاً کاهش یافته‌اند. من در کوه کرمل بدون دوست و به تنهائی زندگی می‌کنم.» با این حال، علاقه عمیق و محبت بی شائبهٔ او به نوه بزرگش، شوقی افندی، که رهبری جامعهٔ‌بهائی را به عهده داشت آشکار بود. منیره خانم با وجود این که سال‌ها شاهد اختلافات درونی در بین اعضای خانواده بهاءالله، و اخراج بسیاری از آن‌ها از جامعهٔ پیروانش بود، همواره بر عهد و میثاق بهاءالله تا پایان عمر ثابت و وفادار ماند.

## درگذشت
منیره‌خانم در ۳۰ آوریل ۱۹۳۸ در سن ۹۱ سالگی درگذشت. در آن روز کانونش ملی بهائیان آمریکا که در دوران عید رضوان انجام می شود، در جلسه بود. شوقی افندی همان روز  آن مجمع را با یک تلگراف از این واقعه آگاه  نمود. و از آنان خواست برنامه های جشن رضوان را متوقف سازند، و یک جلسهٔ خود را برای یادبود منیره خانم قرار دهند. در ضمن  یک گردهم آئی شایسته در محل اجتماعات مشرق الاذکار تدارک بینند.
او در نزدیکی آرامگاه باب در باغ یادبود در مرکز جهانی بهائی به خاک سپرده شده‌است.

## یادداشت
1. ↑  Ma'ani, Baharieh Rouhani (2008). Leaves of the Twin Divine Trees. George Ronald, Oxford. UK. p. 309. ISBN 978-0-85398-533-4
2. 1 2  (Ma'ani 2008)
3. 1 2 3 4  (Esslemont 1980)
4. 1 2  (Taherzadeh 1977)
5. 1 2  (Bayluzi 2000)
6. ↑  (Khanum 1987)
7. ↑  Ma'ani, Baharieh Rouhani (2008). Leaves of the Twin Divine Trees. George Ronald, Oxford. UK. p. 310. ISBN 978-0-85398-533-4
8. ↑  Ma'ani, Baharieh Rouhani (2008). Leaves of the Twin Divine Trees. George Ronald, Oxford. UK. p. 311. ISBN 978-0-85398-533-4
9. ↑  Khanum, Munirih (1987). Sammireh Anwar Smith (translator) (ed.). Memoirs and Letters. Los Angeles, USA: Kalimat Press. ISBN 0-933770-51-0
10. 1 2  (Smith 2000)
11. 1 2  (Phelps 1912)
12. 1 2  (Gail 1987)
13. ↑  (Khan 1998)
14. 1 2  (Blomfield 1975)
15. ↑  Family tree of Mirza Buzurg Nuri
16. 1 2  (Ma'ani 2008، ص. 360)
17. 1 2  (Taherzadeh 2000، ص. 358)
18. ↑  (Ma'ani 2008، ص. 362)
19. ↑  (Ma'ani 2008، صص. 309–360)
20. ↑  (Ma'ani 2008، ص. 332)
21. ↑  (Ma'ani 2008، ص. 323)
22. ↑  Ma'ani, Baharieh Rouhani (2008). Leaves of the Twin Divine Trees. George Ronald, Oxford. UK. pp. 329 - 333. ISBN 978-0-85398-533-4
23. ↑  (Ma'ani 2008، ص. 331)
24. ↑  Ma'ani (2008) Leaves of the Twin Divine Trees. George Ronald, Oxford. ISBN 978-0-85398-533-4 P. 330
25. ↑  (Ma'ani 2008، ص. 336)
26. ↑  (Ma'ani 2008، ص. 163)
27. ↑  Maude, Roderick (1998). The Servant, the General and Armageddon. George Ronald. ISBN 0-85398-424-7.
28. ↑  (Khanum 1987، ص. 57)
29. ↑  (Ma'ani 2008، ص. 354)
30. ↑  (Blomfield 1975، ص. 72)
31. ↑  (Khanum 1987، ص. 77)
32. ↑  (Ma'ani 2008، ص. 351)
33. ↑  (Ma'ani 2008، ص. 352)
34. ↑  Ma'ani, Bahareh, R. (2008) Leaves of the Twin Trees. Gorege Ronald, Oxford. Pp. 349 - 354 ISBN 978-0-85398-533-4
35. ↑  Ma'ani, Bahareh, R. (2008) Leaves of the Twin Trees. Gorege Ronald, Oxford. P. 354 ISBN 978-0-85398-533-4
36. ↑  (Taherzadeh 1972)